# Android Honeycomb
Android 3.0–3.2.6 "Honeycomb" là một phiên bản hệ điều hành Android đã ngừng phát triển vốn được thiết kế dành riêng cho các thiết bị với màn hình lớn, đặc biệt là máy tính bảng. Được phát triển bởi Google, nó xuất hiện lần đầu tiên trên Motorola Xoom vào tháng 2 năm 2011. Ngoài các tính năng mới, Honeycomb còn giới thiệu một chủ đề giao diện người dùng mới với tên gọi "holographic" và một mô hình tương tác được xây dựng dựa trên các tính năng chính của Android, như đa nhiệm, thông báo và widget.